# Saúl (alano)
Saúl fue un militar alano que sirvió bajo Teodosio y posteriormente bajo Honorio. Es conocido por haber participado en la guerra gótica librada entre los años 401 y 403.

## Participación en la guerra civil entre Eugenio y Teodosio
En el año 392, Eugenio fue elevado a emperador occidental por voluntad de Arbogastes. Teodosio, quien era emperador oriental en ese momento, pareció aceptar su nombramiento aunque, durante los dos años siguientes, formó un ejército y se dirigió al oeste para deponerlo. Sus tropas las formaban soldados romanos, foederati godos y otros auxiliares bárbaros. Entre estos se encontraba un cuerpo de caballería comandado por Saúl.
El encuentro con el ejército de Eugenio y Arbogastes se produjo a primeros de septiembre del año 394 y en él, Saúl comandó una carga de caballería que fue rechazada por las fuerzas occidentales. Ante el fracaso de su ataque, Saúl huyó del campo de batalla.

## Participación en la guerra gótica de los años 401 a 403
No se vuelven a tener noticias de Saúl hasta la guerra gótica entre 401 y 403. A finales del año 401, un ejército godo comandado por Alarico invadió Italia. Aprovecharon para ello que Estilicón y las tropas destinadas a defenderla se encontraban en las provincias de Nórico y Recia para rechazar una invasión de vándalos y alanos dirigida por Radagaiso. El general romano tuvo éxito y antes de volver a Italia, aprovechó para reclutar a tropas vándalas y caballería alana.
El primer enfrentamiento con los godos tuvo lugar el 6 de abril del 402 cerca de Pollentia (la actual Pollenzo). En él, Estilicón cedió el mando del ejército a Saúl y este comandó un ataque sorpresa de caballería contra el campamento godo. A pesar del impacto inicial y la pérdida de su campamento, las tropas de Alarico reaccionaron bien y pudieron contraatacar. La caballería alana no retrocedió sino que mantuvo la lucha con fuerza hasta que la muerte de Saúl provocó su desánimo y retroceso. Estilicón salvó la batalla ya que en ese momento atacó con la infantería y obligó a los godos a huir y refugiarse en una colina cercana que pudieron fortificar.